# Ken Green (cầu thủ bóng đá, sinh năm 1929)
Kenneth Green (20 tháng 11 năm 1929 – tháng 3 năm 2012) là một cầu thủ bóng đá người Anh từng thi đấu ở vị trí tiền đạo ở Football League cho Grimsby Town.